# Rohr in Niederbayern
Rohr in Niederbayern település Németországban, azon belül Bajorországban. Lakosainak száma 3359 fő (2023. december 31.). Rohr in Niederbayern Rottenburg an der Laaber, Herrngiersdorf és Abensberg községekkel határos.

## Népesség
A település népessége az elmúlt években az alábbi módon változott:
| Lakosok száma | 797  | 1788 | 2472 | 2956 | 3221 | 3297 | 3359 | 3344 | 3316 | 3359 |
|               | 1875 | 1950 | 1975 | 1987 | 2012 | 2014 | 2016 | 2017 | 2021 | 2023 |